# Wiener Börse (Gebäude)

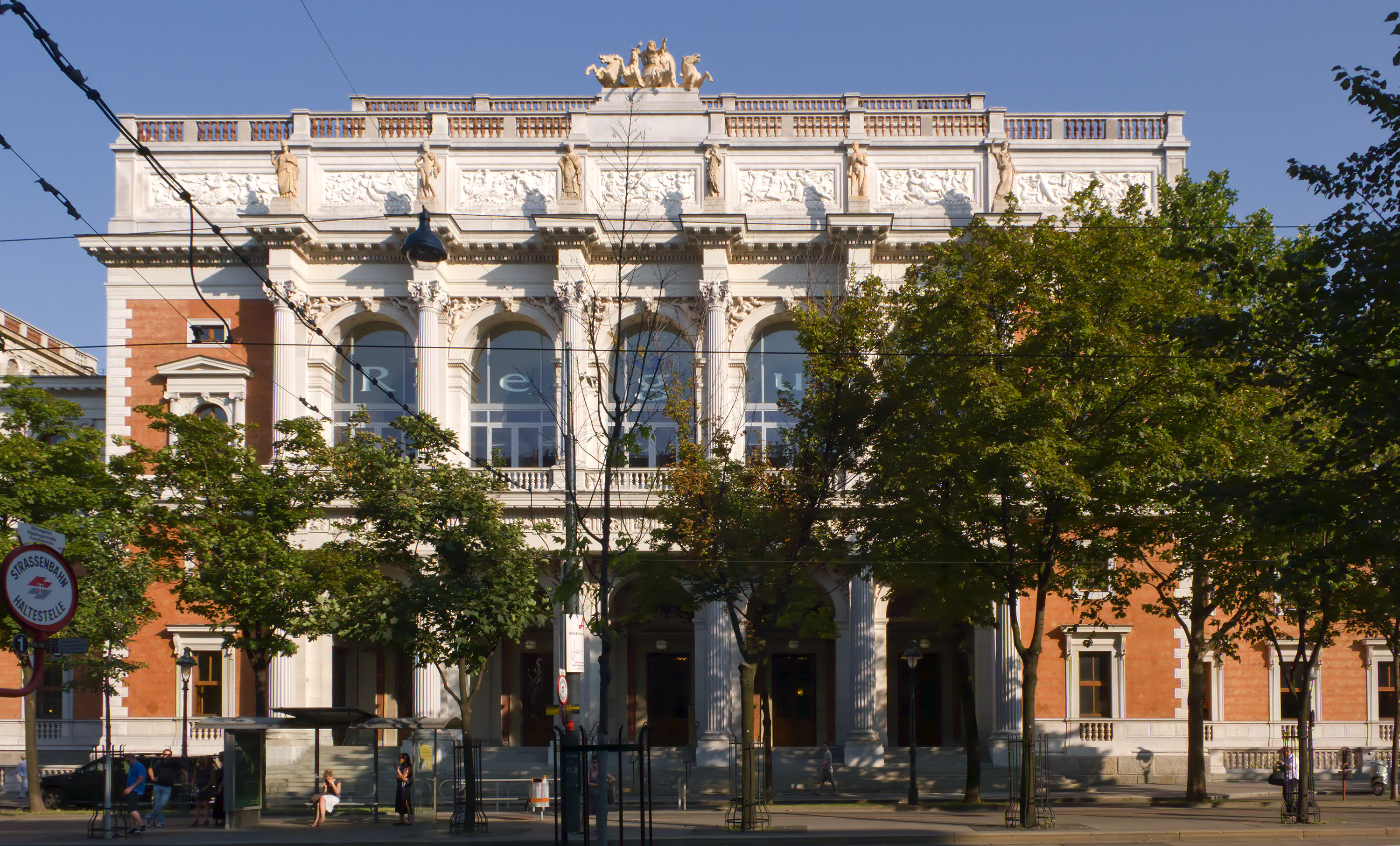
Börsegebäude, Ansicht von der Ringstraße

Das Börsegebäude an der Ringstraße in der österreichischen Hauptstadt Wien ist der ehemalige Sitz der Wiener Börse. Der Neorenaissance-Profanbau wurde 1874 bis 1877 durch Franz Joseph I. von Theophil von Hansen als k. k. Börsegebäude errichtet. Bei einem Brand 1956 wurde es schwer beschädigt und danach verändert wiederaufgebaut.

## Geschichte

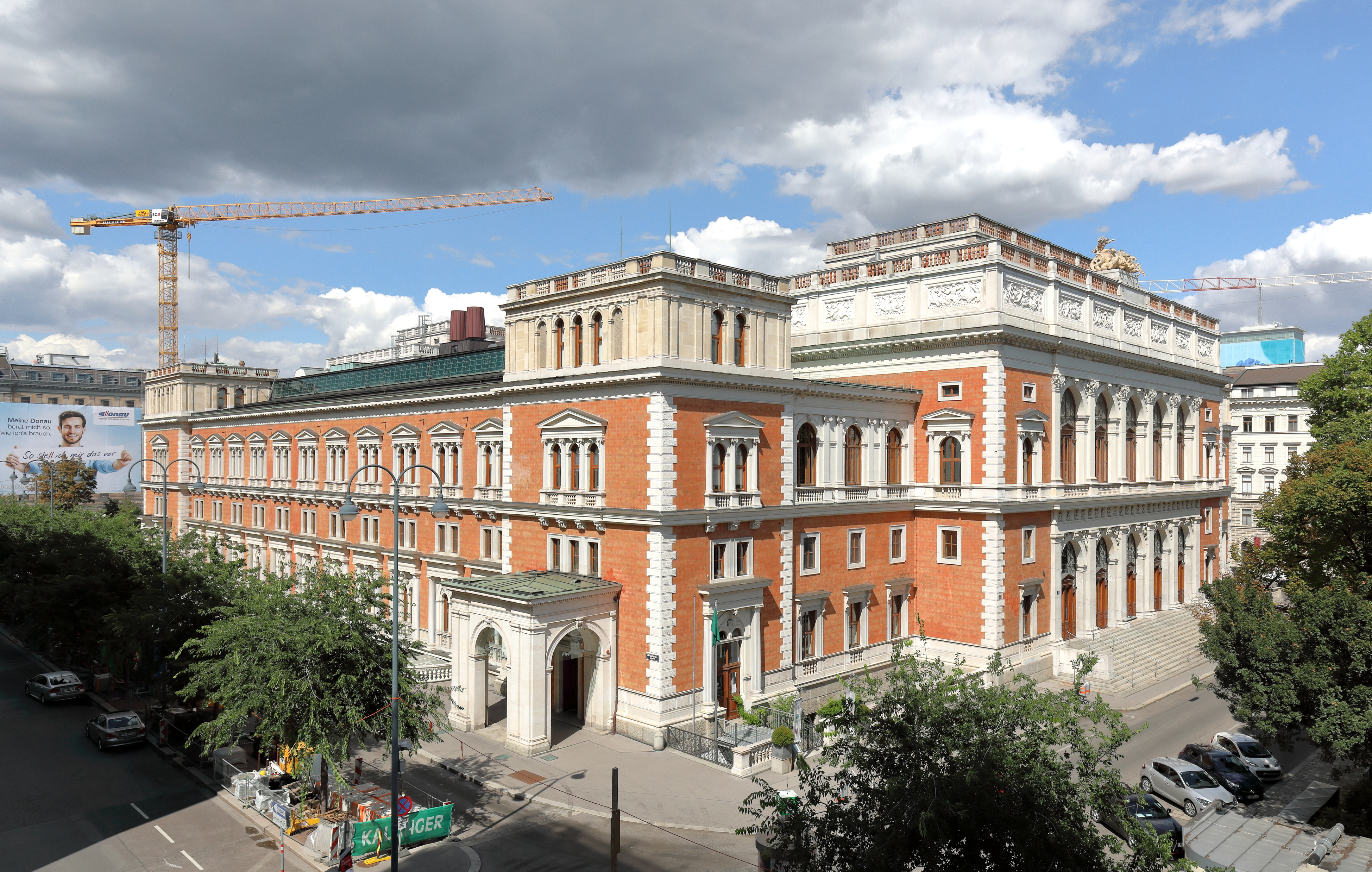
Börsegebäude, Ansicht vom Börseplatz

Stiegenhaus

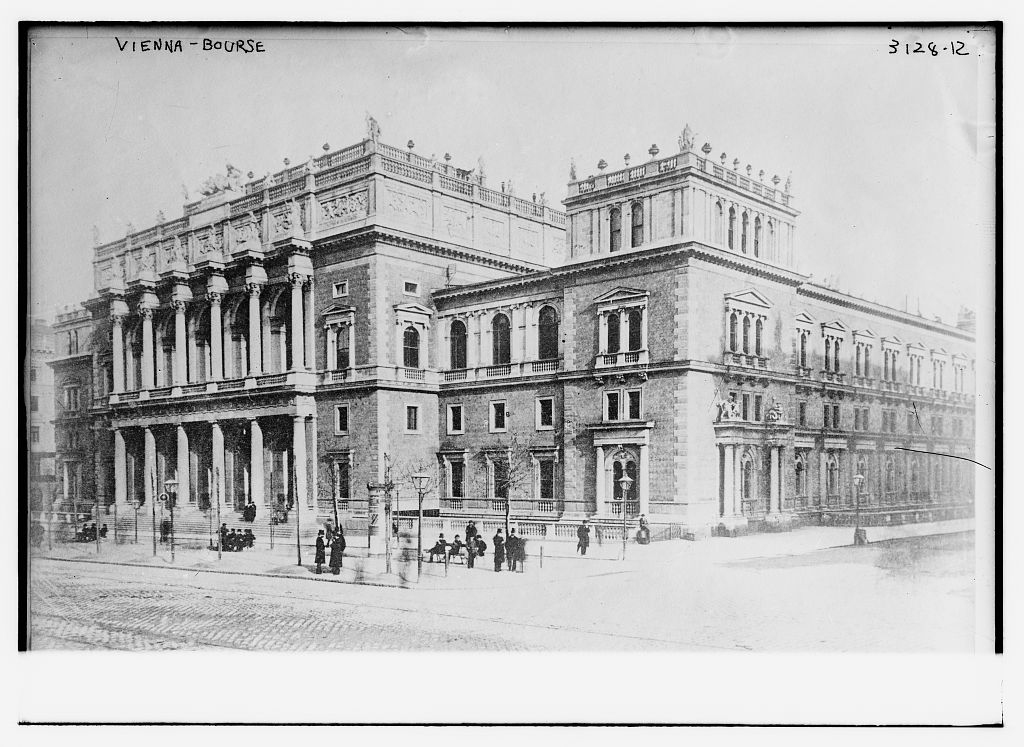
Börsegebäude, Ansicht von 1914

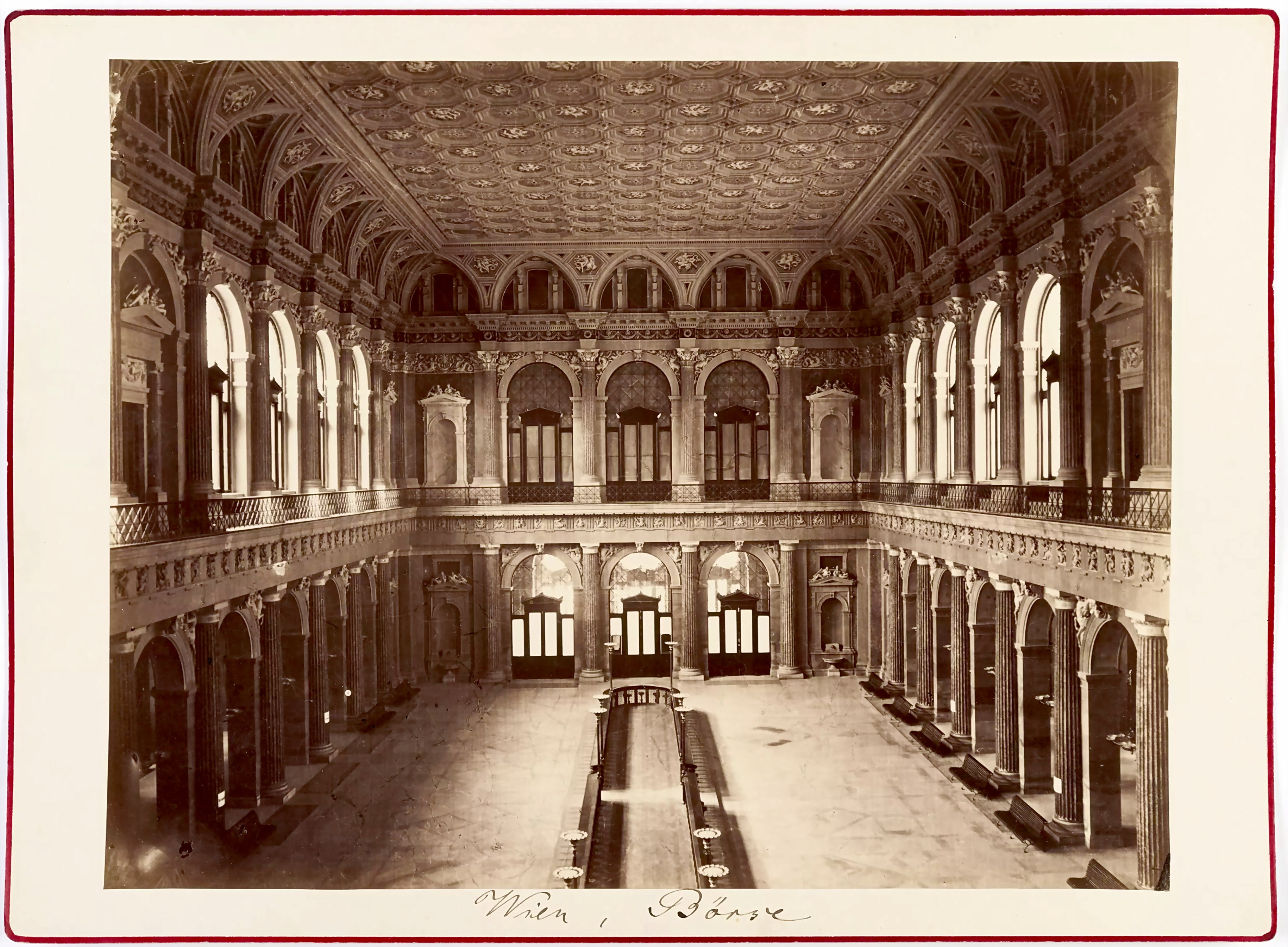
Börsesaal, 1956 zerstört

Die Geschichte der Wiener Börse ist zunächst eine Umzugsgeschichte, denn seit ihrer offiziellen Gründung (1771) bis 2021 sind insgesamt 9 Standorte belegt.
Ab 1861 war die Börse am Sitz der k.k. privilegierten oesterreichischen National-Bank, Strauchgasse 4, Wien-Innere Stadt, untergebracht. Bereits in jenem Jahr fasste die Börsekammer den Beschluss, ein eigenes Börsegebäude zu errichten, und erwarb dafür einen 3240 m² großen Baugrund um 180.000 Gulden. Als die Raumverhältnisse sich für den Börsenbetrieb als nicht mehr tragbar herausgestellt hatten, akzeptierte man 1869 Theophil von Hansens (1813–1891) großzügig dimensionierten Plan, der für 8790 m² Baugrund 865.000 Gulden vorsah und für dessen Umsetzung ein Darlehen von fünf Millionen aufzunehmen war. Betrug Anfang 1867 die Zahl der Tagesbesucher noch zwischen 900 und 1000, würde sie 1873 die Höhe von 3.200 erreichen.
Neben der Detailplanung für den Neubau wurde für die Errichtung eines Notbaus gesorgt: Nach einigen Verzögerungen, unter anderem bedingt durch eine steuergesetzliche Änderung, übersiedelte am 6. Mai 1872 der Börsenbetrieb in ein nächst der Rossauer Kaserne (damals: Rudolphs-Kaserne) an der späteren Adresse Schottenring 19 von der Allgemeinen Oesterreichischen Baugesellschaft in Holz errichtetes, bis 1877 befristetes Bauprovisorium.
Das von Theophil von Hansen, dem Gewinner des Architektenwettbewerbs, geplante Gebäude wurde von 1873 bis 1877 vom Planverfasser sowie dem Architekten Carl Tietz (1831–1874) im Stil der Neorenaissance, einer Form des (für die Ringstraße typischen) Historismus, ausgeführt. Hansen baute an einem anderen Abschnitt der Ringstraße gleichzeitig am Parlamentsgebäude.
Am 14. März 1877 beehrte Kaiser Franz Joseph I. auf Einladung von k.k.  Finanzminister Sisinio von Pretis-Cagnodo das fertiggestellte, fünf Millionen Gulden teure Börsegebäude mit seinem Besuch, bei dem er vom Präsidenten der Börsekammer, Moritz Freiherrn Wodianer von Kapriora (1810–1885), durch das Haus geführt wurde. Die erste Börsenversammlung wurde am 19. März 1877 abgehalten und damit das Börsengeschäft voll aufgenommen. Tage davor konnte das neue Haus vom Publikum auf Basis unentgeltlich ausgegebener Eintrittskarten besichtigt werden, wobei der große Börsesaal in den Abendstunden voll beleuchtet war. Der Zustrom war so groß, dass am Abend des 17. März 1877 Erzherzog Friedrich (1856–1936) seinen Besuch unterlassen musste. Einen Tag später waren Dom Pedro II. (1825–1891), Kaiser von Brasilien, und seine Gattin Teresa Maria Cristina von Neapel-Sizilien Gäste im Neubau.
Der Saal und die meisten Nebenräume dienten der 1770 unter Maria Theresia gegründeten Effektenbörse, die früher zumeist in privaten Lokalen, von 1860 aber im Börsengebäude auf der Freyung 2 und seit 1869 in einem provisorischen Bau am Schottenring untergebracht war. Im ersten Stock des Gebäudes, in dem auch ein Casino und die Handelskammer untergebracht waren, etablierte sich vor 1880 das Orientalische Museum. Am 31. Jänner 1897 wurde im Börsegebäude das Museum für österreichische Volkskunde eröffnet.
Am 12. März 1945 wurde die Nordostecke des Gebäudes von einem Bombentreffer stark in Mitleidenschaft gezogen, wobei Büroräume im ersten und zweiten Stockwerk zerstört und der Sitzungssaal im Erdgeschoß verwüstet wurden. Nach dem Zweiten Weltkrieg wurde der große Saal (durch Kojen unterteilt) als Ausstellungshalle genutzt.
Bei einem Großbrand am 13. April 1956 wurden ca. zwei Drittel des Hauses schwer beschädigt, und dabei insbesondere einer der prachtvollsten Börsesäle. Weitere bedeutende Teile des Gebäudes und die Fassade blieben beinahe unversehrt. Bei der anschließenden Instandsetzung von 1956–1959 wurde das Innere durch die Architekten Erich Boltenstern und Erich Schlöss erneuert, allerdings wurde der elf Abteilungen aufweisende Börsesaal (58,8/26,5/22,8 m) nicht wieder hergestellt, sondern in einen Innenhof umgestaltet, und der Börsenbetrieb am 7. Dezember 1959 wieder aufgenommen. 1998 übersiedelte die Wiener Börse wieder in die Strauchgasse (Wien 1).
Von seiner Errichtung bis zum Umzug der Wiener Börse AG in das Palais Caprara-Geymüller Ende 2001 war das Gebäude Sitz dieser Institution. Heute ist es eine der vielen Sehenswürdigkeiten an der Wiener Ringstraße, und seine Säle werden für Veranstaltungen vermietet. Die Obergeschoße und das modern ausgebaute Dachgeschoß werden als Mietbüros genutzt, außerdem befinden sich ein Restaurant und ein Blumenladen in dem Gebäude, das sich im Eigentum einer von Karl Wlaschek 2015 hinterlassenen Stiftung befindet.
Anlässlich des 100. Todestages von Theophil Hansen, dem Schöpfer des Börsegebäudes, brachte die Österreichische Post im Jahr 2013 eine erste Sonderpostmarke und zum Jubiläum „250 Jahre Wiener Börse“ als „einer der ältesten Wertpapierbörsen der Welt“ im Jahr 2021 eine zweite heraus, die jeweils eine historische Darstellung des alten Wiener Börsegebäudes zeigt. Umgangssprachlich und inoffiziell wird das Gebäude manchmal auch „Alte Börse“ genannt.